# پایگاه نیروی هوایی کلمبوس
پایگاه نیروی هوایی کلمبوس (به انگلیسی: Columbus Air Force Base) کلمبوس ای‌اف‌بی
(به انگلیسی: Columbus AFB) یک فرودگاه است . مکانی در ایالت میسیسیپی کشور ایالات متحده آمریکا است که جمعیت آن در سرشماری سال ۲۰۱۰ میلادی، ۱٬۳۷۳
نفر بوده‌است.
این فرودگاه در کشور ایالات متحده آمریکا قرار دارد .